# Georges Aeschlimann
Pour les articles homonymes, voir Aeschlimann.
Georges Aeschlimann, né le 11 janvier 1920 à Frinvillier (Berne) et mort le 10 novembre 2010 à La Neuveville (Berne), est un coureur cycliste suisse. Professionnel de 1941 à 1952, il remporte notamment une étape du Tour de Suisse, qu'il termine à la deuxième place. Son frère Roger (1923-2008) a également été coureur professionnel.

## Palmarès

### Par année
- 1946
  - Belfort-Mulhouse-Belfort
- 1947
  - 3e du Tour de Catalogne
- 1948
  - 2e du championnat de Suisse sur route
  - 8e du Tour de Suisse
- 1949
  - Porrentruy-Zurich
  - 2e étape du Tour de Suisse[3],[4]
  - 2e du Tour de Suisse[5],[6]
- 1950
  - 8e du Tour de Romandie

### Résultats sur les grands tours

#### Tour de France
4 participations
- 1948 : abandon (2e étape)[7]
- 1949 : 19e[8]
- 1950 : 41e
- 1951 : 24e

#### Tour d'Italie
1 participation
- 1952 : 90e

#### Tour d'Espagne
1 participation
- 1946 : 11e